# Карлос Младший
Карлос Мария де лос Долорес Хуан Исидро Франсиско Кирино Антонио Мигель Габриэль Рафаэль де Бурбон-и-Аустрия-Эсте (исп. Carlos María de los Dolores Juan Isidro Francisco Quirino Antonio Miguel Gabriel Rafael de Borbón y Austria-Este), чаще именуемый дон Карлос Младший (исп. Don Carlos Minor; 30 марта 1848[…], Лайбах, Герцогство Крайна — 18 июля 1909[…], Варезе, Ломбардия) — испанский инфант из династии Бурбонов, герцог Мадридский, вождь карлистов, претендент на испанский и французский троны.

## Биография
Старший сын дона Хуана (Хуан III) и эрцгерцогини Марии Беатриче Австрийской (дочери Франческо IV д’Эсте); внук первого из карлистских претендентов — дона Карлоса Старшего (Карл V), правнук испанского короля Карла IV.
Ребёнком недолго жил с родителями в Лондоне, где родился его младший брат Альфонс-Карлос. После того, как их отец, имевший слишком либеральные для карлистов взгляды, оставил их мать, она с детьми поселилась в Модене. Её брат — герцог Франческо V — был в значительной степени ответственен за обучение мальчиков и оказал на них главное влияние на ранних этапе их жизни. Карлос был известен своими традиционалистскими взглядами, сильно отличавшимися от взглядов отца.
Претендовал (под именем Карла VII) на испанский престол после отречения своего отца в 1868 году.
Три восстания (1869, 1870, 1872), поднятые в его пользу, кончились неудачно. Во время второй карлистской войны в 1872—1876 годах под его контролем находилась значительная часть континентальной Испании (Страна Басков, Наварра, Каталония, Валенсия).
После отречения короля Амедея дон Карлос опять появился в Испании и одержал ряд побед над правительственными войсками, но они не послужили ему на пользу: общественное мнение было возмущено его жестокостью по отношению к пленным. Многие сторонники дона Карлоса стали покидать его; денежная поддержка от легитимистов из Франции и иезуитов из Рима стала иссякать. Дон Карлос был вынужден оставить Испанию, бежав во Францию.
После смерти отца стал претендовать также и на французскую корону (Карл XI).
Скончался в ломбардском городе Варесе. Был похоронен в Кафедральном соборе Триеста в так называемом «Карлистском Эскориале» (рядом с уже покоившимися там родственниками: бабушкой, дедом, дядей Фернандо, дядей Карлосом, его женой, 2-й женой деда и отцом).

## Семья и потомки
От брака, заключённого 4 февраля 1867 года, с Маргаритой, принцессой Пармской, у Карлоса родилось пятеро детей:
1. Бланка (1868—1949); муж (с 1889): эрцгерцог Леопольд Сальватор (1863—1931), принц Тосканский; 10 детей
2. Хайме (1870—1931), унаследовал после смерти отца претензии на оба трона, женат не был
3. Эльвира (1871—1929), не замужем, родила от художника Филиппо Фолчи троих сыновей, носивших фамилию «де Бурбон» и живших в США:
  1. Жорж де Бурбон
  2. Леон Фалько де Бурбон (1904—1962)
  3. Филиберто де Бурбон (1904—1968) 
двое последних — близнецы, были женаты на дочерях бывшего министра иностранных дел Колумбии генерала Альфредо Васкеса Кобо
4. Беатрис (1874—1961); муж (1897—1907): Фабрицио Массимо (1868—1944), принц ди Ровьяно, герцог ди Антиколи-Коррадо
  1. Маргерита (1898—1922); муж (с 1922): граф Эмилио Пальяно (1881—1953)
  2. Фабиола (1900—1983); муж (с 1922): барон Энцо Галли Зугаро (1898—1986)
  3. Мария делла Неве (1902—1984); муж (с 1927) Чарльз Пирси (1893—1954)
  4. Бьянка (1906—1999); муж (с 1943) Пауль, граф фон Вурмбранд-Штуппах (1891—1962)
5. Алисия (1876—1975); 1-й муж (1897—1903): Фридрих (1872—1910), князь фон Шёнбург-Вальденбург; 2-й муж (с 1906): генерал Лино дель Прете (1877—1956)
  1. Карл Леопольд фон Шёнбург-Вальденбург (1902—1992)
  2. Маргерита дель Прете (1904-1938)
  3. Джорджо дель Прете (1905—1928)
  4. Мария Кристина дель (1907-1982)
  5. Мария Беатриса дель Прете (1908-1944)
  6. Мария Луиза дель Прете (1909—?), монахиня
  7. Мария Франческа дель Прете (1911-1941)
  8. Эрнестина дель Прете (1915—?)
  9. Франческо дель Прете (1918—1995)
  10. Мария Валентина дель Прете (1922—?)

После смерти жены он обратился к матери за советом в выборе новой. Та предложила ему обратить внимание на двух молодых принцесс: Терезию (1871—1964; дочь Альфреда фон Лихтенштейна) и Марию Берту де Роган (1868—1945; сестру 12-го герцога де Монбазон). Встретившись с обеими, герцог Мадридский выбрал вторую, и 28 апреля 1894 года в Праге состоялась их свадьба. Детей от этого брака не было.
Кроме того, у дона Карлоса был, как минимум, один внебрачный ребёнок — Жорж Комнин (Georges Comnene; 1894—1986).